# Înmormântarea islamică
Funeraliile în islam urmează rituri destul de specifice, deși se supun interpretării regionale și variației obiceiurilor. Cu toate acestea, în toate cazurile, sharia (legea religioasă islamică) solicită înmormântarea corpului, fiind precedată de un ritual simplu, ce implică îmbăierea și învăluirea corpului, urmat de salat (rugăciune). incinerația este interzisă.

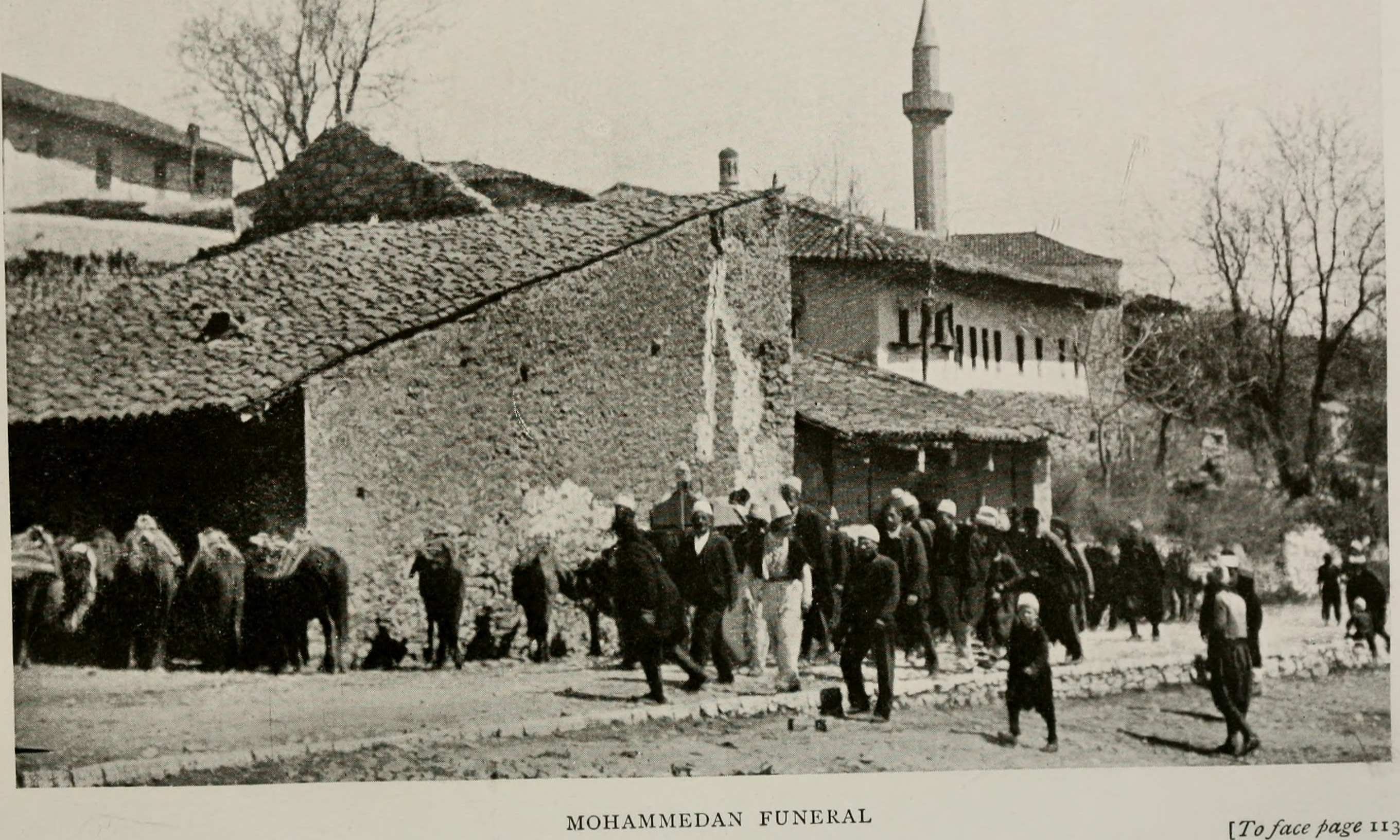
Înmormântare musulmană în orașul albanez Durrës (1908).

## Etapele uzuale în ritualul funerar islamic

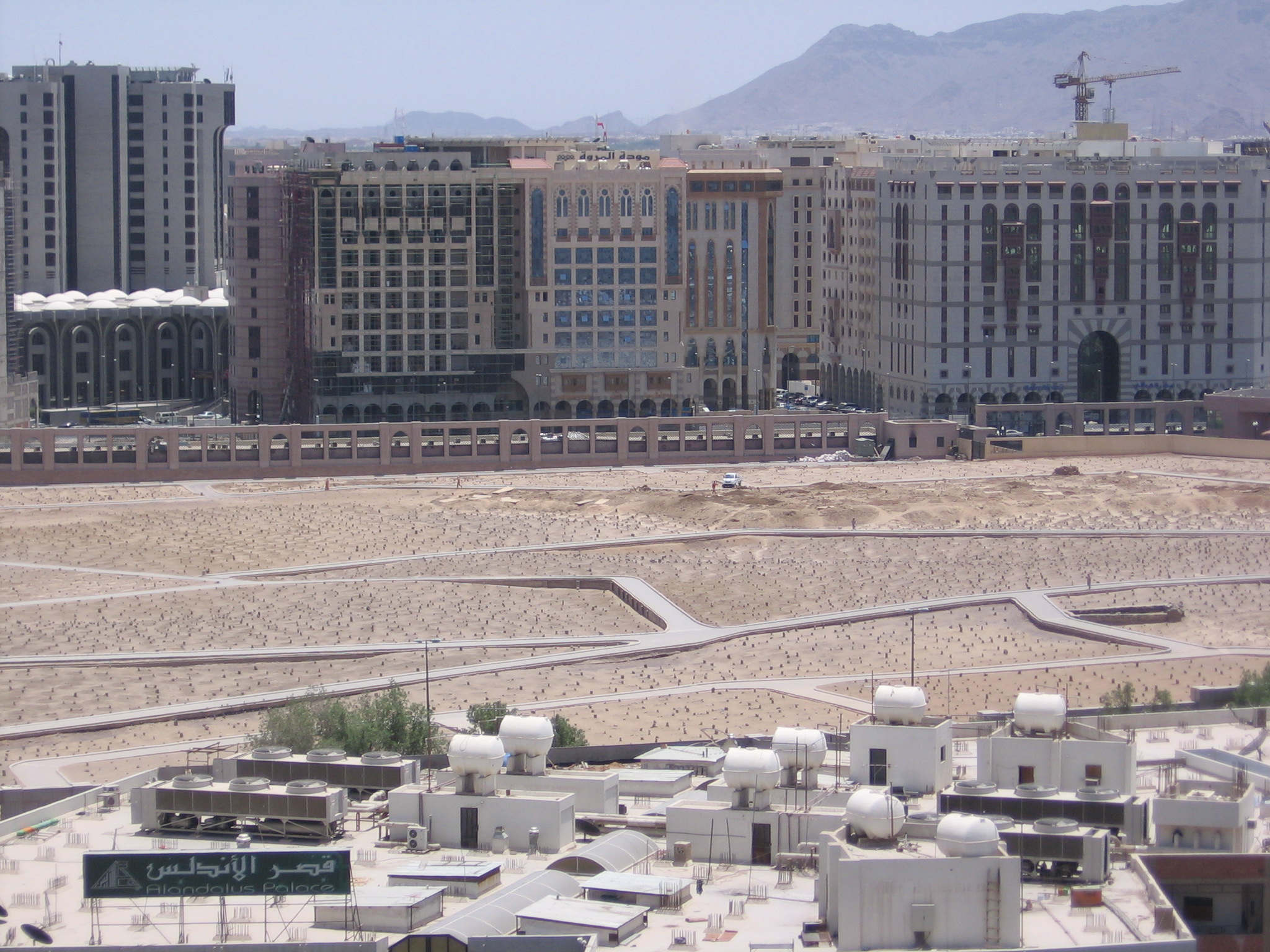
Cimitir în Arabia Saudită

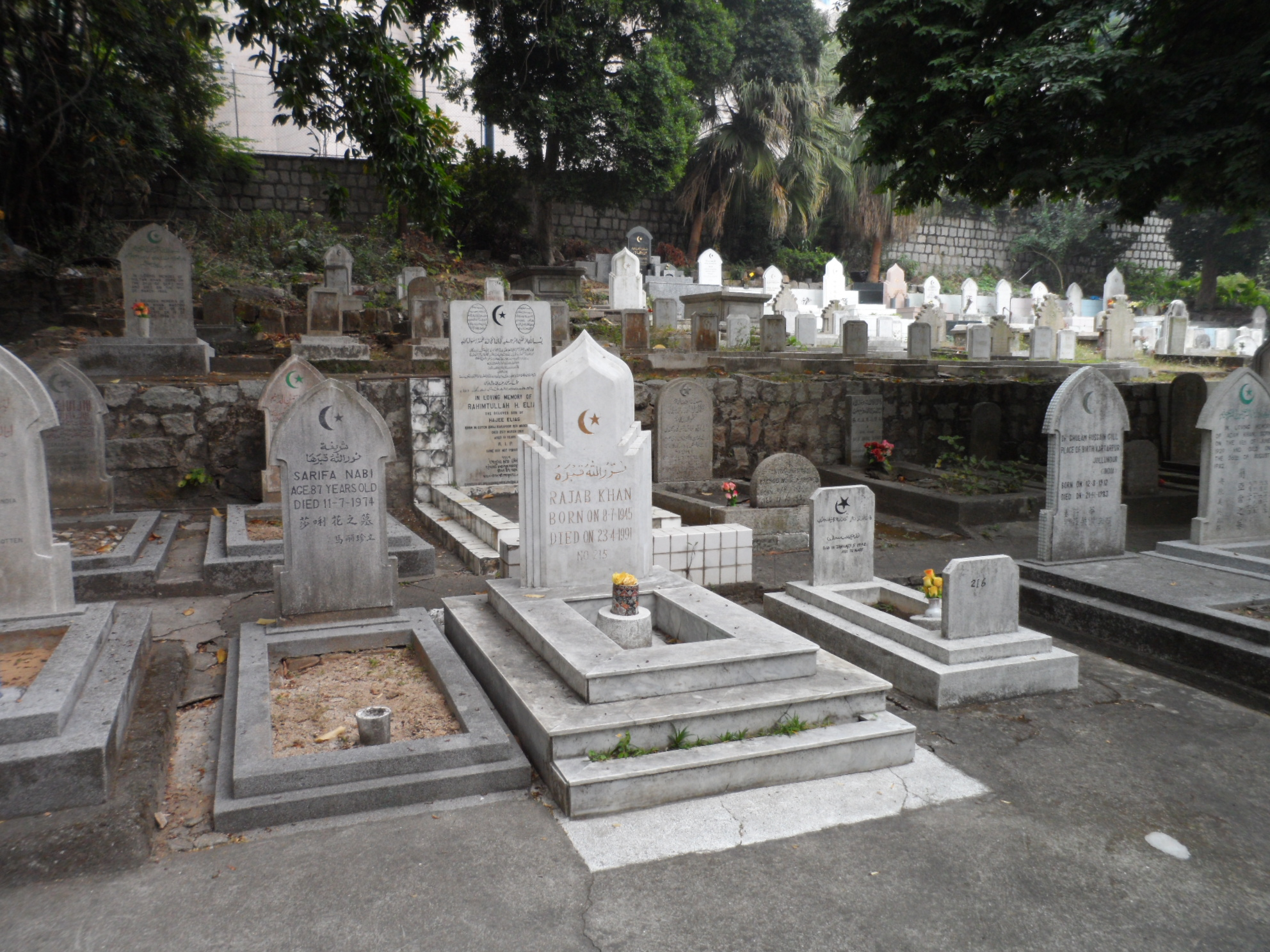
Cimitir islamic din Macao, Republica Populară Chineză

Ritualul de îngropare ar trebui să se desfășoare cât mai repede posibil și să includă:
- Îmbăierea colectivă a corpului decedatului,[3] excepție făcând situațiile excepționale.[4]
- Învăluirea cadavrului[5]
- Rugăciunea de îngropare[6]
- Îngroparea cadavrului într-un mormânt.
- Poziționarea decedatului astfel încât capul să fie îndreptat spre Mecca.

#### Profesiunea de credință
Când un musulman se află pe moarte, este sfătuit să rostească profesiunea de credință (în arabă: شهادة šahāda ) care constă în formula coranică: ilāha illa-l-l-Lāh; Muḥammandun rasūlu-l-Lāh (nu există zeu în afară de Dumnezeu; Muḥammad este trimisul lui Dumnezeu). După ce profesiunea de credință este rostită, musulmanul aflat pe moarte, își întoarce fața către Mecca. In tot acest timp, membrii familiei și prietenii celui aflat pe moarte sunt alături de acesta, amintindu-i de lucrurile bune pe care le-a făcut în timpul vieții, oferindu-i astfel  speranță cu privire la mila lui Dumnezeu.

#### Procesul de spălare a persoanei decedate
Imediat după ce un musulman a fost declarat mort, pe lânga faptul că cei prezenți trebuie să se roage ca Dumnezeu să-l ierte, corpul celui decedat este pregătit pentru a fi spălat.
Procesul prin care este spălat trupul neînsuflețit poartă denumirea de ghusl  și este unul dintre cele două tipuri de abluțiuni întâlnite în credința islamicâ (al doilea tip de abluțiune este wudu). In acest ritual de spălare, trebuie respectate mai multe reguli: dacă persoana decedată este bărbat, atunci poate fi spălată de către un bărbat ; dacă este femeie, atunci este spălată de către o femeie, iar daca este copil poate fi spălată atat de un bărbat, cât și de o femeie. Există situații în care un soț poate spăla trupul soției și invers.
În procesul de spălare se folosește apă curată, iar la ultima spălare se adaugă uleiuri parfumate (non acoolice). Trupul neînsuflețit se spală de trei ori, însă dacă acesta este încă murdar, atunci se continuă spălarea de cinci sau șapte ori, cu condiția ca numărul de spălări să fie impar.

#### Procesul de acoperire a persoanei decedate
Acoperirea trupului celui decedat are loc imediat după spălare. Este recomandat să se folosească pânză dintr-un material ieftin, iar la bărbați, aceasta nu trebuie să fie din mătase . Pentru bărbați se folosesc trei bucăți de pânză albă suficient de mari pentru a înfășura întregul corp. Aceste pânze pot fi parfumate cu tămâie. Pentru femei se folosesc cinci bucăți de pânză albă care pot fi de asemenea parfumate cu tămâie.

#### Rugăciunile de înmormântare
După ce este acoperit decedatul, este apoi transportat către locul unde se vor ține rugăciunile înainte de înmormântare. Acest loc este în afara moscheii. Rugăciunile se fac cu scopul de a cere iertare din partea lui Dumnezeu pentru cel decedat și se recomandă să participe atât musulmanii care sunt rude cu acesta, cât și cei care nu-l cunosc, deoarece este o obligație colectivă.

#### Înmormântarea
Înmormântarea ar trebui să se facă cât mai curând posibil după ce s-a pronunțat decesul. Este recomandat ca înmormântarea să aibă loc la un cimitir din apropiere. Conform tradiției musulmane, corpul este pus in mormânt, fără sicriu, înfașurat în cele trei, respectiv cinci bucăți de pânză.  Oamenii de obicei aruncă pământ în mormânt și rostesc rugăciuni,  în special versetul Din pământ v-am creat și în el vă întoarcem, și din el vă vom mai scoate odata ( Q.20:55 ). 
Decorarea mormântului este interzisă. Cu toate acestea, multe cimitire musulmane au pietre funerare sau mausolee. Mormântul este o gaură verticală în pământ care are în partea de jos o gaură orizontală destul de mare pentru a intra trupul celui decedat. 
Se crede că in această cameră orizontală, persoana decedată este supusă unui interogatoriu de către doi îngeri ai morții cunoscuți sub numele de Munkar și Nakir.

#### Doliul
În islam, doliul este permis, rudele celui decedat pot să-l jelească timp de trei zile iar o văduvă își poate plânge soțul patru luni și zece zile. Această perioadă de patru luni și zece zile este numită Edda (perioada de așteptare) și este menționată și în Coran : Unii dintre voi mor, lăsând în urma lor soții : acestea trebuie să păzească răstimpul de patru luni și zece zile. Dupa ce au ajuns la soroc, nici o vină nu vi se va face vouă pentru ce ele vor face cu ele însele, după cuviință. Dumnezeu este Cunoscător a ceea ce făptuiți. ( Q.2:234). 
O văduvă în perioada de așteptare trebuie: să stea în casa ei și să plece atunci când este necesar; să doarmă în casa ei; să nu poarte haine elegante; să nu poarte bijuterii; să nu folosească machiaj sau parfum. Juriștii musulmani interzic în timpul doliului comportamentul prin care rudele celui decedat își arată suferința într-un mod excesiv, deoarece potrivit credinței lor, prea multă suferință pentru morți este un afront la adresa lui Dumnezeu.

#### Vizitarea mormântului
Pentru musulmanii, scopul vizitării mormântului este de a aminti faptul că toată lumea va muri și că trebuie sa ne pregătim pentru Ziua Judecații. 
Vizitarea mormântului aduce beneficii decedatului deoarece vizitatorii se vor ruga pentru morți ca să le fie iertate păcatele. În fiecare an, în special de sărbători, membrii familiei vizitează mormintele celor dragi iar în unele culturi, ei împart mâncare copiilor, străinilor și nevoiașilor pentru pomenirea morților.

#### Condoleanțe
Este datoria musulmanului de a oferi condoleanțe familiei și rudelor celui decedat. Acest lucru consolidează relațiile din cadrul comunității musulmane. Condoleanțele se pot oferi familiei și rudelor celui decedat înainte, în timpul sau după înmormântare.

## Situații excepționale
Practicile funerare pot fi abandonate în situații excepționale: soldații care mor în luptă pot fi înmormântați în hainele pe care le poartă fără să se mai facă ritualul de spălare sau rugăciunile de înmormântare; oamenii care mor într-o călatorie pe apă pot fi înmormântați în acestă situație pe apă; victimele războaielor sau catastrofelor naturale pot fi îngropate în gropi comune. In timpurile moderne, musulmanii care au migrat în țările occidentale, pot fi înmormântați în sicrie, în conformitate cu tradițiile locale (în asemenea situații, unii musulmani preferă sa-și trimită morții în locurile lor natale pentru înmormântare).  In ceea ce privește sinucigașii, specialiștii conservatori sunt de părere că ritualurile funerare nu ar trebui realizate, în timp ce, ceilalți sunt mai indulgenți și acceptă realizarea acestor ritualuri.